# 布日莱讷维尔
布日莱讷维尔（法語：Bougy-lez-Neuville，法語發音：[buʒi lɛ nøvil]）是法国卢瓦雷省的一个市镇，位于该省中北部偏西，属于奥尔良区。

## 地理
布日莱讷维尔（48°2'25"N, 2°1'37"E）面积16.73 平方千米，位于法国中央-卢瓦尔河谷大区卢瓦雷省，该省份为法国中北部省份，北起埃松省，西北接厄尔-卢瓦省，西南接卢瓦-谢尔省，南至涅夫勒省和谢尔省，东临约讷省，东北接塞纳-马恩省。
与布日莱讷维尔接壤的市镇（或旧市镇、城区）包括：卢里、讷维尔欧布瓦、勒布雷希安、圣利耶拉福雷、维勒罗。

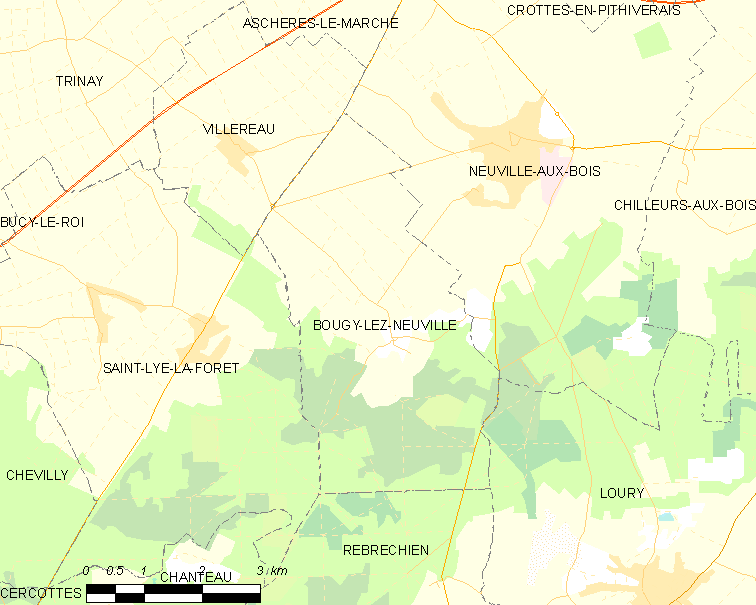
布日莱讷维尔的OSM定位图

布日莱讷维尔的时区为UTC+01:00、UTC+02:00（夏令时）。

## 行政
布日莱讷维尔的邮政编码为45170，INSEE市镇编码为45044。

## 政治
布日莱讷维尔所属的省级选区为皮蒂维耶县。

## 人口

1962-2008年间布日莱讷维尔人口变化图示

布日莱讷维尔于2022年1月1日时的人口数量为156人。